# 格罗滕迪克伽罗瓦理论
数学中，格罗滕迪克伽罗瓦理论（Grothendieck's Galois theory）是域的伽罗瓦理论的一种抽象方法，为代数几何背景下研究代数拓扑的基本群提供了一种方法，大约发展于1960年前后。格罗滕迪克伽罗瓦理论在经典域论背景下提供了一种不同于埃米尔·阿廷的线性代数视角，后者在1930年代成为标准。
亚历山大·格罗滕迪克的方法关注范畴论性质，是定投射有限群（profinite group）G的有限G集合范畴的特征。例如，G可能是表为{\displaystyle {\hat {\mathbb {Z} }}}的群，是循环加性群{\displaystyle \mathbb {Z} /n\mathbb {Z} }的逆极限，或等价于有限索引的子群拓扑的有限循环群Z的完备化。因此有限G集是有限集X，其上的G通过商有限循环群作用于X，从而通过给出X的某种置换来指定它。
在上面的例子中，通过把{\displaystyle {\hat {\mathbb {Z} }}}看做任意有限域F在F上的代数闭包{\displaystyle {\bar {F}}}的投射有限伽罗瓦群{\displaystyle {\rm {Gal}}({\bar {F}}/F)}，可以看出其与经典伽罗瓦理论的联系。即，当在F上取越来越大的有限分裂域时，固定F的{\displaystyle {\bar {F}}}的自同构由逆极限描述。观察去原点复平面的单位圆盘的覆叠空间时，就会发现其与几何之间的联系：通过复变量z考虑，圆盘的{\displaystyle z^{n}}映射实现的有限覆盖对应去心圆盘基本群的子群n.Z。
格罗滕迪克理论发表于SGA1，展示了如何从纤维函子{\displaystyle \Phi }重构G集范畴，在几何情景中，纤维函子{\displaystyle \Phi }将覆盖的纤维置于固定基点上（作为集合）。事实上，已证明有同构类型
{\displaystyle G\cong {\rm {Aut}}(\Phi ),}
后者是{\displaystyle \Phi }的自同构群（自自然等价）。我们给出范畴的抽象分类，其中给出到集合范畴的函子，这样就可以识别G投射有限的G集范畴。
为了了解这如何应用于域的情形，必须研究域的张量积。拓扑斯理论中，这是原子拓扑斯研究的一部分。